# Битва на Порытом взгорье
Битва на Порытом взгорье (польск. Bitwa na Porytowym Wzgórzu) — бои 14 июня 1944 года в Яновских лесах между объединёнными партизанскими отрядами советских и польских партизан и частями вермахта.

## Предыстория
Весной 1944 года на территории Люблинского воеводства действовало большое количество партизанских отрядов различной направленности. Эти партизанские отряды продвигались в общем направлении на запад в связи с приближением линии фронта. В основном целью операций были немецкие конвои с боеприпасами и амуницией и небольшие гарнизоны.
8 — 9 июня 1944 года немцы завершили окружение района Яновских лесов. Целью антипартизанской операции «Вихрь I» (Sturmwind I), командование которой осуществлял генерал пехоты Зигфрид Хайнике, являлась ликвидация советских и польских партизан в Яновских лесах.
10 июня 1944 года имело место первое боевое столкновение партизан с охранением немецких частей, принимавших участие в операции.
13 июня 1944 года партизаны из 1-й бригады имени Люблинской земли Армии Людовой атаковали под деревней Шклярня немецкую воинскую колонну. В ходе атаки были получены документы с планами немецкого командования по уничтожению партизан Яновских лесов. К тому моменту основные силы партизан уже оказались в окружении в небольшом участке лесов в районе Янува-Любельского и Билгорая.

## Ход боёв
Вечером 13 июня советские и польские партизаны сосредоточились в районе Порытого взгорья.
Здесь было создано соединение советских и польских партизан в составе 3500 человек, в состав которого вошли Бригада имени Ванды Василевской и 1-я бригада имени Люблинской земли из Армии Людовой; отряд связи Коминтерна под командованием Леона Касьмана, партизанское соединение имени Сталина под командованием капитана Николая Куницкого, отряд имени Александра Невского, отряд имени Суворова, отряд имени Семёна Будённого, отряд подполковника Николая Прокопюка, отряд майора Владимира Чепиги из числа советских партизан; отряд Армии Крайовой под командованием подпоручика Мечислава Потыраньского; отряд Национальной военной организации под командованием Францишека Пшисежняка и отряд Батальонов Хлопских. Командиром объединённых сил стал подполковник Н. А. Прокопюк, а его заместителем — майор Виктор Карасёв.
Бой на Порытом взгорье начался на рассвете 14 июня 1944 года и продолжался в течение всего дня, до наступления темноты (поскольку командование партизан приняло решение удерживать позиции до наступления ночи, а затем пробиваться из окружения).
Партизанам удалось отбить в течение дня все немецкие атаки, а во время контратак — захватить трофейное оружие (в том числе пулемёты), которое сразу же использовали против немцев. Тем не менее, бой носил ожесточённый характер, были моменты, когда немцы приближались на расстояние 40-50 метров к позициям партизан.
С наступлением темноты партизаны сумели провести силами нескольких групп отвлекающие удары, которые позволили главным силам объединённых отрядов прорваться в Сольскую пущу.
Немцы не решились начать ночное преследование партизан в лесу.
Среди погибших были также секретарь Люблинского окружного комитета Польской рабочей партии Казимеж Вырвас, командиры советских отрядов майор Владимир Чепига и лейтенант Пётр Василенко.

## Память, отражение в культуре и искусстве
По мотивам сражения в 1988 году был снят польско-советский 4-серийный фильм «Красный цвет папоротника» (другое название «Переправа») режиссёра Виктора Турова.